# Saint-Paul-de-Baïse
Saint-Paul-de-Baïse is een gemeente in het Franse departement Gers (regio Occitanie) en telt 109 inwoners (2009). De plaats maakt deel uit van het arrondissement Condom.

## Geografie
De oppervlakte van Saint-Paul-de-Baïse bedraagt 9,7 km², de bevolkingsdichtheid is dus 11,2 inwoners per km².
De onderstaande kaart toont de ligging van Saint-Paul-de-Baïse met de belangrijkste infrastructuur en aangrenzende gemeenten.

## Demografie
Onderstaande figuur toont het verloop van het inwonertal (bron: INSEE-tellingen).